# Spitzkopfpython
Der Spitzkopfpython (Loxocemus bicolor) ist eine mittelamerikanische Schlangenart und die einzige Art der monotypischen Familie der Spitzkopfpythons (Loxocemidae).

## Merkmale
Die bis zu 120 cm lange Schlange hat einen stämmigen Körper mit kaum vom Hals abgesetztem Kopf. Die Färbung variiert von dunkelbraun bis graubraun und weist im Licht einen purpurnen Glanz auf. Die Bauchseite ist dunkel oder cremefarben. Die verschiedenen Farbvarianten wurden zuweilen als zwei Arten (L. bicolor und L. sumichrasti) beschrieben, aufgrund des Vorkommens beider Varianten im selben Lebensraum wird dies heute abgelehnt.
Zwei Internasal- und zwei Präfrontalschilde sind vorhanden. Die kleinen Parietalschilde werden durch den großen Frontal- und einen Occipitalschild getrennt. Lorealschilde fehlen. Ein, selten zwei Prä- und drei bis vier Postokularschild umgeben das Auge, 9 bis 11 Supralabialschilde und 11 bis 14 Infralabialschilde das Maul. Der Rumpf weist 31 bis 35 Reihen glatter Schuppen in der Mitte, 234 bis 270 Ventralschilde, 39 bis 52 geteilte Subkaudalschilde und einen geteilten Analschild auf.

## Vorkommen und Lebensweise
Der Spitzkopfpython kommt an der mexikanischen Pazifikküste bis in den Norden Costa Ricas vor und wird in Höhenlagen von 0 bis 600 Metern gefunden. Die Art bewohnt feuchte und trockene Wälder, wo sie in Laub und lockerer Erde wühlt. Als Beutetiere dienen Kleinsäuger und kleine Vögel. Der Spitzkopfpython legt Eier.

## Systematische Stellung
Die systematische Stellung des Spitzkopfpythons war lange Zeit umstritten. Aufgrund von verschiedenen morphologischen Merkmalen wurde er sowohl dem ehemaligen Taxon Riesenschlangen (Boidae), den Pythons (Pythonidae) als auch den Xenopeltidae zugeordnet. Heute wird der Spitzkopfpython in eine eigene Familie gestellt. Molekulare Untersuchungen haben gezeigt, dass der Spitzkopfpython tatsächlich relativ nah mit den Pythons und Erdschlangen verwandt ist, während die Verwandtschaft mit den Boidae nicht so nahe ist, wie durch die morphologische Ähnlichkeit erwartet wurde. Dementsprechend werden die Spitzkopfpythons zwischenzeitlich zusammen mit den Erdschlangen und den Pythons in eine eigene Überfamilie Pythonoidea gestellt. Dies ist allerdings noch nicht abschließend gesichert.

## Schutzstatus
Der Spitzkopfpython ist im Washingtoner Artenschutzabkommen im Anhang II aufgeführt. Das heißt, dass der Im- und Export von Tieren genehmigt werden muss. Ferner müssen Tiere, die sich in privater Haltung befinden, bei der zuständigen Behörde (Gemeinde und Untere Naturschutzbehörde) angemeldet sein.